# Sideridis tridens
Sideridis tridens är en fjärilsart som beskrevs av Köhler 1947. Sideridis tridens ingår i släktet Sideridis och familjen nattflyn. Inga underarter finns listade i Catalogue of Life.